# Allium sultanae-ismailii
Allium sultanae-ismailii — вид трав'янистих рослин родини амарилісові (Amaryllidaceae), ендемік східної Туреччини.

## Опис
Цибулина субкуляста, 2–3 × 2–3 см, зовнішня оболонка чорнувата, внутрішня — білувато-коричнева до білого. Стеблина 15–20 см над землею, пряма, циліндрична, діаметром 1.5–3 мм. Листків 1–2(3), ланцетні до еліптично-ланцетоподібні, 1.5–3.0 см шириною та 9–12 см завдовжки, сірувато-зелені. Суцвіття ≈ 2 см у висоту та 2.5–4.0 см у діаметрі. Сегменти оцвітини лінійно-яйцеподібні, злегка човноподібні, від тупих до субгострих на верхівці, довжиною 4–5 мм і шириною 1.0–1.3 мм, від темно-пурпурового до пурпурого забарвлення з від пурпурового до зеленувато-пурпурового кольору серединною жилкою. Пиляки довгасті, ≈ 2 мм завдовжки та 1 мм завширшки, пурпурові. Зав'язь від стиснено-кулястої до кулястої з 6 борознами, 1.5–2.0×1.5–2.0 мм, блискуча, чорнувато-пурпурова. Коробочка від субкулястої до широко-зворотно-яйцюватої, завдовжки 6–7 мм. Насіння чорне, довгасто-яйцювате.

## Поширення
Ендемік східної Туреччини.
Колонізує високогірні схили в альпійській зоні, на висоті 2100—2180 м н.р.м.